# Sallingbachtal
Sallingbachtal este o arie protejată (arie specială de conservare — SAC, sit de importanță comunitară — SCI) din Germania întinsă pe o suprafață de 337,29 ha, integral pe uscat.

## Localizare
Centrul sitului Sallingbachtal este situat la coordonatele 48°48′11″N 11°51′47″E / 48.8031°N 11.8631°E.

## Înființare
Situl Sallingbachtal a fost declarat sit de importanță comunitară în noiembrie 2004 pentru a proteja 6 specii de animale. Situl a fost protejat și ca arie specială de conservare în aprilie 2016.

## Biodiversitate
Situată în ecoregiunea continentală, aria protejată conține 6 habitate naturale: Cursuri de apă de la nivel de câmpie la nivel montan, cu vegetație Ranunculion fluitantis și Callitricho-Batrachion, Pajiști cu Molinia pe soluri calcaroase, turboase sau argilos-nămoloase (Molinion caeruleae), Liziere de ierburi înalte hidrofile de câmpie și de nivel montan până la alpin, Fânețe de joasă altitudine (Alopecurus pratensis, Sanguisorba officinalis), Izvoare petrifiante cu formare de travertin (Cratoneurion), Păduri aluvionare cu Alnus glutinosa și Fraxinus excelsior (Alno-Padion, Alnion incanae, Salicion albae).
La baza desemnării sitului se află mai multe specii protejate:
- amfibieni (1): izvoraș-cu-burta-galbenă (Bombina variegata)
- mamifere (1): castor (Castor fiber)
- nevertebrate (3): Unio crassus, Vertigo angustior, Vertigo geyeri
- pești (1): boarță (Rhodeus amarus)